# Czarna suknia
Czarna suknia es una película dramática polaca de 1967 dirigida por Janusz Majewski y protagonizada por Ida Kamińska.

## Sinopsis
Una mujer de mediana edad regresa después de haber Sido influenciada por la Segunda Guerra Mundial. Luego, le tocará convivir con la madre de su difunto esposo.Incapaz de explicar la verdad sobre la muerte de su esposo, Joanna teje una red de mentiras para consolar a la anciana. Con el tiempo, se ve obligada a involucrar a más y más personas que conocen su destino.

## Reparto
- Ida Kamińska como la anciana Karola Orlowska
- Aleksandra Slaska como Joanna Orlowska
- Andrzej May como Jerzy Orlowski
- Maria Browieska como Widow
- Ewa Molde como la telefonista
- Henryk Szletynski